# Siniša Radanović
Siniša Radanović - em sérvio, Синиша Радановић (Subotica, 23 de Novembro de 1979) - é um futebolista sérvio, que joga actualmente no Vitória de Guimarães.